# Максимовська сільська рада (Стерлітамацький район)
Макси́мовська сільська рада (рос. Максимовский сельский совет) — муніципальне утворення у складі Стерлітамацького району Башкортостану, Росія. Адміністративний центр — присілок Максимовка.

## Населення
Населення — 871 особа (2019, 1004 в 2010, 1108 в 2002).

## Склад
До складу поселення входять такі населені пункти:
| Населений пункт          | Населення, осіб (2002) | Населення, осіб (2010) |
| ------------------------ | ---------------------- | ---------------------- |
| Алга, присілок           | 201                    | 206                    |
| Бугуруслановка, присілок | 249                    | 233                    |
| Латиповка, присілок      | 63                     | 57                     |
| Максимовка, присілок     | 330                    | 293                    |
| Петровка, присілок       | 68                     | 61                     |
| Саратовка, присілок      | 132                    | 148                    |
| Яблуновка, присілок      | 65                     | 6                      |